# Vivian
Vivian je ženské i mužské křestní jméno.
Jméno má latinský původ, znamená cesta, živý:. Dalšími variantami jsou Vivien, Vivienne a Bibiana.

## Domácké podoby
Vivianka, Vini, Vivinka, Vivi, Viuš, Viuška, Via, Vianka, Viv, Vinka

## Známé nositelky jména
- Vivien Leigh – americká herečka
- Vivien Wulf – německá herečka
- Edward Vivian Palmer – australský spisovatel
- Vivien Cardone – americká herečka